# Аеропорт (роман Сергія Лойка)
«Аеропорт» — роман американського військового кореспондента Сергія Лойка. В основу книги покладено героїчні події оборони Донецького аеропорту військовослужбовцями ЗС України та добровольцями у вересні 2014 — лютому 2015. Окрема глава роману присвячена анексії Криму Росією у березні 2014 року. Гасло книги «Головна книга про війну, якої не мало бути. Та про героїв, які хотіли жити, але помирали».
Книга вийшла 3 вересня 2015 року в київському видавництві «Брайт Стар Паблішинг» російською мовою. Одночасно з російським оригіналом з'явився також і переклад українською зроблений Ольгою Гончар; у планах видавців перекласти та видати книгу повністю англійською мовою та окремі розділи німецькою.

## Сюжет
Роман ведеться від імені журналіста-фотографа, образ якого нагадує самого Сергія Лойка. Протягом всього роману журналіст розповідає про героїчні події оборони Донецького аеропорту військовослужбовцями ЗС України та добровольцями у вересні 2014 — лютому 2015.

## Створення роману
Для передачі всього трагізму подій «Російсько-української війни», як називає її автор, він використовує форму художньої розповіді: 
«Робота в Донецькому аеропорту з жовтня 2014 року виявилася порогом, після якого я був буквально одержимий романом, що рвався з мене. Ні про що інше думати і розмірковувати я більше не міг. З самого початку я зрозумів, що це повинен бути саме роман, тому що в хроніці, в документальному свідоцтві не можна виразити всю глибину трагедії, підлості, героїзму, ненависті, пристрасті, притаманних цій війні. Я не міг розповідати про неї холодним, відстороненим тоном літописця.» — Сергій Лойко
Починаючи з листопада 2014 року за словами Сергія Лойка він подумки прокладав сюжетні лінії майбутнього роману, обмірковував цитати та монологи. На початку червня робота над романом перейшла в активну стадію та на екрані комп'ютерного монітора з'явились перші рядки. За місяць робота була завершена. За задумом автора центральним образом у книзі мав стати образ Донецького аеропорту. 
«На моїх очах одне з найяскравіших досягнень цивілізації, одна з кращих і сучасних пам'яток архітектури, технології та дизайну перетворювалась на чадні руїни, серед яких люди продовжували вбивати один одного. Одні захищали свою батьківщину, інші виконували злочинні накази у війні, якої не повинно було бути і для якої не було ніяких розумних підстав, жодної щонайменше значущої причини.» — Сергій Лойко
За словами автора, описана в книзі війна стала для нього рідною. Адже в російсько-українській війні по різні боки воюють та гинуть близькі Сергію Лойку народи: українці та росіяни.

## Вихід книги в Україні

### Буктрейлер
Відразу після виходу книги в Україні на початку вересня 2015 року з'явився український буктрейлер до книги, де використаний фрагмент української народної пісні «Ой, чий то кінь стоїть» у виконанні гурту «Океан Ельзи».

### Презентація книги в Україні

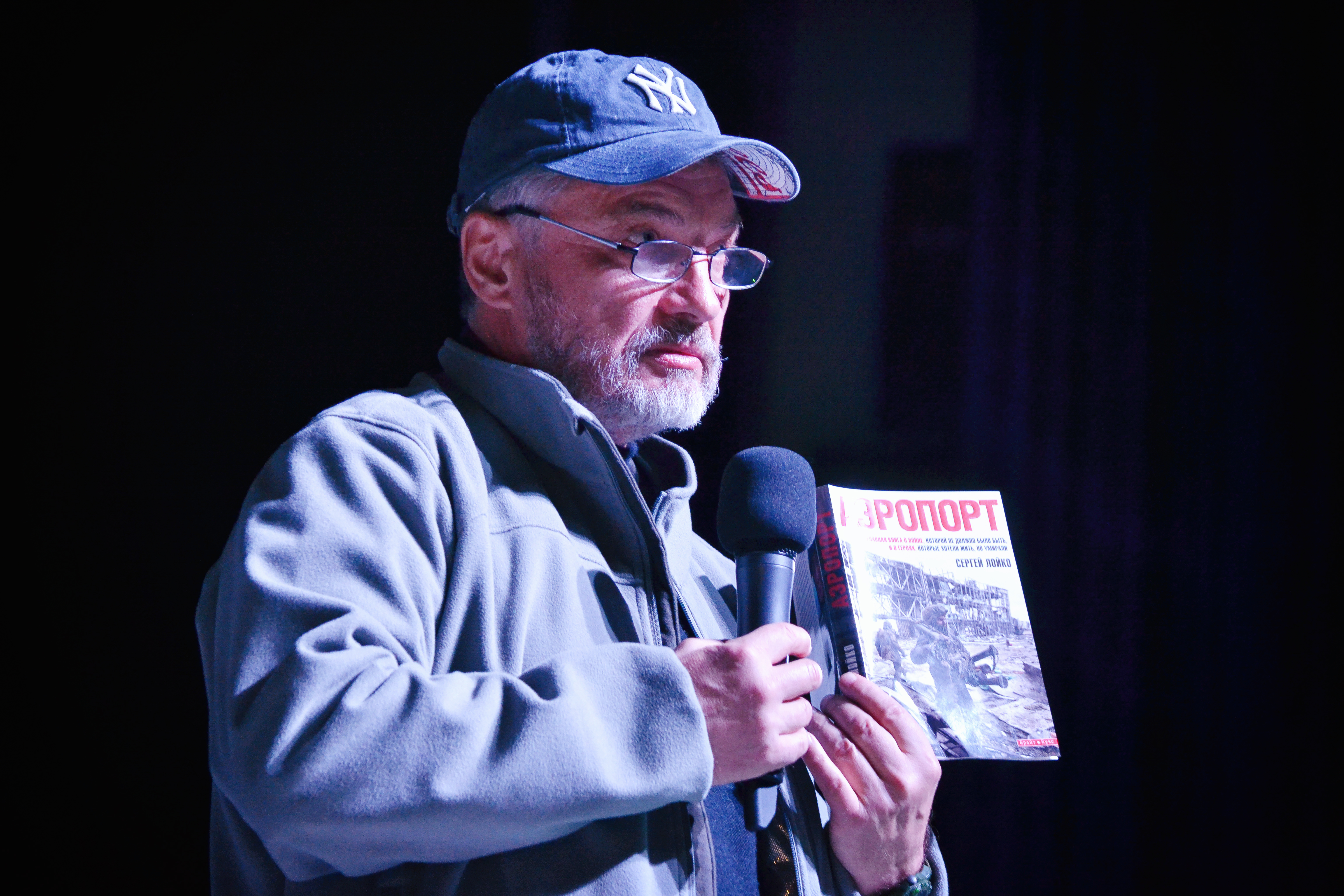
Сергій Лойко на презентації книги у Миколаєві

3 вересня в Києві в Українському домі у заповненій залі було представлено книгу читачам. Сергій Лойко зачитав фрагмент з роману, після чого на сцену вийшли «кіборги» — військовослужбовці-захисники Донецького аеропорту, які послужили прототипами персонажів книги. Серед відвідувачів презентації була і дружина Президента України Петра Порошенка — Марина Порошенко. По завершенні презентації всі охочі змогли взяти автографи в автора та «кіборгів».
Презентації книги відбулись у великих українських містах: Харкові (3 жовтня 2015), Дніпропетровську (5 жовтня 2015), Миколаєві (9 жовтня 2015) та інших.

## Переклади українською
Друковане вид.
- Сергій Лойко. Аеропорт. Переклад з російської: Ольга Гончар. Київ: «Брайт Букс». 2015. 344 стор. ISBN 978-966-2665-68-0 (1-ша редкація)
  - (перевидання) Сергій Лойко. Аеропорт. Переклад з російської: Ольга Гончар. Київ: «Брайт Букс». 2016. 344 стор. ISBN 978-966-2665-93-2 (2-га редкація)

Аудіокнига
У січні 2016 року також з'явився CD аудіокнига українського перекладу з уривками роману. Уривки роману читав український актор Олексій Горбунов, також автор роману Сергій Лойко озвучив розділ, де розповідається про маму московського солдата - окупанта, яка приїжджає на місце його смерті в Україні. В аудіокнизі використані також музичні твори "Воїни світла" гурту BRUTTO, "Земля" гурту Riffmaster і Сашка Положинського, "Ой чий то кінь стоїть" у виконанні Океану Ельзи, "Я не хочу бути героєм України" гурту Тартак і "Запах Війни" гурту ТіК.
- (уривки роману) Сергій Лойко. Аеропорт. Переклад з російської: Ольга Гончар. Київ: «Брайт Букс». 2016. Тривалість: 11 годин 30 хвилин 51 секунд; формат: MP3